# 美女木ジャンクション (音楽グループ)
美女木ジャンクション（びじょぎじゃんくしょん、Bijogi Junction）は、テレビ東京系列でかつて放映されていた『音楽ば〜か』から誕生した、21世紀（平成）に活動した昭和歌謡音楽ユニット。
スローガンは「昭和な薫りのする哀愁漂う曲調に、負け犬根性とジャンク感を兼ね備えたアウトレットミュージシャングループ」。

## 概要
『音楽ば〜か』シーズン2の企画でサバイバル対決を勝ち抜いた2名がユニットを組んで2009年3月13日にローソン限定の20000枚限定で販売した「ポリバケツ」でデビュー。ローソンのLoppi予約では、発売前の2009年3月10日の時点で、早くも20000枚を記録したことをデイリースポーツが報じた。また、この時有線の演歌リクエストでも4位を記録。
シーズン3ではEXILEの新メンバー大量加入に触発されたスタッフの思いつきで一気に新メンバー6名を加入させ、その中から次第にメンバーを篩いにかけて最終的に残った2名で新曲を出すと言うサバイバルユニットとして再スタートした。だが、サバイバル対決を行っていた折、2009年5月9日の放送回で日本クラウンからのオファーにより初代美女木ジャンクションである、結城リナとねーさんの2名で、美女木ジャンクションとしてメジャーデビューすることが決定。これにより、シーズン3で8名になった美女木ジャンクションは解体され、シーズン3より加入した6名は元美女木ジャンクションメンバーとなった。

## メンバー
- 結城リナ（ゆうき りな、1985年12月27日（39歳） - ）
神奈川県出身。会員No.4。元AV女優。
- ねーさん（本名：下問 晶子／しもどい あきこ、1985年1月17日（40歳） - ）
島根県出身。会員No.5。身長165cm、血液型B型。
キャッチコピーは「シーズン1からの使いまわし」後に「現役派遣OL」
島根にいた頃はアマチュアフォークデュオ「ロッカ」として活動。

「ロッカ」を組んでいたのは、現在島根県を拠点に活躍するシンガーソングライター・六子（土江六子）である。
1999年夏、六子と女性デュオ「ロッカ」を結成し、2000年夏、松江駅前で路上ライブを始める。
2003年冬、「ロッカ」で、NHK「おーい、ニッポン」 の島根県の回で「県のうた」オーディションで優勝、2004年春、同番組の歌「だんだん」を発売。このオーディションの審査委員長と、「だんだん」の作詞を手がけたのも、後に美女木ジャンクションのデビュー曲である「ポリバケツ」も書いた秋元康だった。その後、ねーさんが東京での就職を選択し上京したため、「ロッカ」は解散。
2010年、美女木ジャンクションとしてのイベント・ライブと並行して、本名の下問晶子（しもどいあきこ）名義で弾き語りのソロライブを開始する。

### 元メンバー
- 会員No.8「二世タレント」坂口杏里（さかぐちあんり、東京都出身、坂口良子の娘）2009年4月18日放映回の「美女ジャン歌合戦！」で脱落。
- 会員No.9「Fカップ大阪弁グラドル」雛田みか（ひなだみか）2009年5月2日放映回の「1985年ヒット歌謡曲歌合戦!脱落者決定戦」で脱落。
- 会員No.6「黒船アーティスト」サラ（さら、在籍当時23歳）
- 会員No.7「元アイドル」小嶋じゅん（こじまじゅん）
大阪府出身。脱退後にソロデビュー。
- 会員No.10「ライオンキング」坪木菜果（つぼきさいか）
坪木は後にテクマクジャンクションのメンバーとなった。
- 会員No.11「現役AV女優」琴乃（ことの、東京都出身）

## ニセ美女木ジャンクション
- 北條まみ
- 中山美緒（水着ちゃん）

## 年譜

### 2008年
- 10月、『音楽ば〜か』にてシーズン2スタート。
- 11月8日、シーズン1の使いまわし「ねーさん」が追加メンバーとして勝ち残り戦に参戦。

### 2009年
- 1月、結城リナとねーさんがデュオとして勝ち残り、ふかわりょうが提案していた美女木ジャンクションの名がサイコロで決まる。
- 2月、北海道や日立などでドサ回り。
- 3月13日、デビューシングル「ポリバケツ」をローソン限定20000枚限定で発売。
- 3月某日、徳光和夫などが駆けつけたデビュー記念ライブが盛況のうちに終わる。
- 4月4日、『音楽ば〜か』にてシーズン3スタート。美女木ジャンクションに6名の追加メンバーが加入。
- 4月18日、「美女ジャン歌合戦!」で坂口杏里がシーズン3最初の脱落者となる。
- 5月2日、雛田みかが脱落。ライブイベント「原宿ミュージックジャンボリー」出演。
- 5月3日、音楽番組、洋子の演歌一直線（テレビ東京）に出演。
- 5月4日、ライブイベント「原宿ミュージックジャンボリー」出演。
- 5月9日、初代美女木ジャンクションの2人が日本クラウンより美女木ジャンクションとして「ポリバケツ」でメジャーデビューすることが決定し番組卒業。
- 5月10日、ラジオ「梶原しげるのNEXT ONE」トークゲスト出演。
- 5月13日、日本クラウンから「ポリバケツ」が発売。C/Wは、ねーさんによる「I wish」と「徳光和夫ナレーション入りスペシャルカラオケ」を収録。
- 5月15日、音流〜On Ryu〜（テレビ東京）に出演。
- 5月17日、タワーレコード渋谷店にてミニライヴ&握手会開催[2][3][4]。
- 5月21日、ラジオ「石原詢子の恋する歌謡曲」でコメント出演。
- 5月29日、「ポリバケツ」プロモーションビデオ撮影。
- 6月1日、MUSIC FREE PAPER 「UNGA」取材。
- 6月2日、週刊プレイボーイ「本当にうまい”第3のビール”はどれだ!?」取材。
- 6月8日、ラジオ「中島啓江"ドーンとようこそ"」トークゲスト出演。
- 7月〜7月末日まで、ビッグエコー渋谷店の看板が美女木ジャンクションに。
- 7月4日、『サブちゃんと歌仲間』に出演。『音楽ば〜か』に、ちらっと出演。同日『音楽ば〜かシーズン3最終決戦』の収録に参加。
- 7月11日、『音楽ば〜か』の「美女木ジャンクションまさかのDVD発売SP」に出演。
- 7月17日、「シーズン2 美女木ジャンクション デビューまでの道」ローソン限定DVD発売[5]。
- 7月18日、13時〜16時カラオケ「ビッグエコー新橋駅前店」1日店長。
- 7月20日、ラジオ 5:30〜杉紀彦のラジオ村。イベント 12時〜錦糸町セキネ楽器店。テレビ 14:30〜歌謡リクエスト。26:36〜『A×A ダブルエー』
- 7月11日、『音楽ば〜か』にて「美女木ジャンクションまさかのDVD発売SP」が放送された。同年7月21日よりカラオケDAMで「ポリバケツ」を歌うと番組内で使用された映像が流れるとの告知。
- 7月26日、美女木ジャンクションの活動情報が掲載されるブログ「美女木ジャンクション」が始動[6]。
- 7月29日、スターデジオCh.400 「来夢来人〜ムード歌謡な夜〜」に出演[7]。
- 8月1日、The NiNEにてライブ出演[8]。
- 8月7日、10時30分〜11時00分 サマーソニック出演[9]。場所、サイドショー。
- 8月19日 - けやきde演歌前橋けやきウォーク
- 8月29日 - 戸田ふるさと祭り
- 9月5日 - テクマクジャンクション12時間耐久ライブ（渋谷PASERAグランデ） 客演
- 9月13日 - 日本式(club asia)

## ディスコグラフィ

### シングル
- ポリバケツ - 2009年3月13日(金)発売、ローソン限定20000枚限定。
  1. ポリバケツ、作詞：秋元康、作曲：吉富小百合、編曲：若草恵
  2. アイノカタチ、作詞・作曲：結城リナ

同年4月8日iTunes Storeやレコチョク、4月15日その他PC、モバイルサイト、4月21日通信カラオケPremier DAMでも配信開始。
iTunesではビデオも配信されている。

- ポリバケツ - 2009年5月13日(水)発売、日本クラウン
  1. ポリバケツ、作詞：秋元康、作曲：吉富小百合、編曲：若草恵
  2. I wish、作詞・作曲・編曲：下問晶子
  3. ポリバケツ、徳光和夫ナレーション入りスペシャルカラオケ

### DVD
シーズン2 美女木ジャンクション デビューまでの道 - 2009年7月17日(金)発売、ローソン限定DVD。
オーディションからデビューライブまでの道のりを収録。
特典内容
美女木ジャンクション新曲
結城ちゃん 入浴盗撮映像
スタッフの番組裏話 副音声
ポリバケツPV
隠しコマンドを入力すれば見られる裏特典映像